# Schweizerische Akademie der Geistes- und Sozialwissenschaften
Die Schweizerische Akademie der Geistes- und Sozialwissenschaften (SAGW) ist das grösste Netzwerk der Geistes- und Sozialwissenschaften in der Schweiz. Sie ist als unabhängiger Verein organisiert. Ihre Mitglieder sind 63 Fachgesellschaften. Bernhard Tschofen und Susanne Bickel bilden das Co-Präsidium der SAGW; das Generalsekretariat wird von Lea Haller und Beat Immenhauser geleitet.
Als Förderorganisation des Bundes subventioniert die SAGW Forschungsinfrastrukturen. Als Dachorganisation vertritt sie die Interessen ihrer Community in der Öffentlichkeit und setzt sich für den Dialog zwischen Wissenschaft, Gesellschaft und Politik ein. Die SAGW ist Teil der Akademien der Wissenschaften Schweiz, deren Auftrag im Bundesgesetz über die Förderung der Forschung und der Innovation geregelt ist.

## Geschichte
Die SAGW wurde mit Unterstützung von Bundesrat Philipp Etter 1946 gegründet, mit dem Ziel der Forschungsförderung, der internationalen Zusammenarbeit und der Nachwuchsförderung. Sie hiess ursprünglich Schweizerische Geisteswissenschaftliche Gesellschaft, kurz SGG. 1985 wurde der Titel einer Akademie angenommen, und 1990 erfolgte die Umbenennung in Schweizerische Akademie der Geistes- und Sozialwissenschaften.

## Zweck und Tätigkeit
Die Akademie ist eine Dachorganisation, die 63 Fachgesellschaften vereint. Die Mitgliedsgesellschaften decken ein breites Spektrum an Fächern ab, das von der Geschichts-, Sozial- und Literaturwissenschaft über die Kommunikationswissenschaften, die Philosophie, die Ethnologie und die Theologie bis zu Betriebswirtschaft und Statistik reicht. Insgesamt sind rund 30'000 Personen als Mitglied einer Fachgesellschaft indirekt mit der SAGW verbunden. Sie bildet damit das grösste Netzwerk der Geistes- und Sozialwissenschaften in der Schweiz.
Die SAGW unterstützt und vernetzt die Geistes- und Sozialwissenschaften in der Schweiz. Als Förderorganisation finanziert sie auf subsidiäre Weise Publikationen (Zeitschriften und Reihen), Tagungen sowie Dialog- und Vermittlungsformate der Fachgesellschaften und unterstützt Reisen von Hochschulangehörigen an Tagungen im Ausland. Mit Plattformen, Netzwerken und eigenen Themenschwerpunkten geht die Akademie gesellschaftsrelevante Fragen fächerübergreifend an. Die SAGW bringt geistes- und sozialwissenschaftliche Themen einem breiten Publikum näher und fördert den Dialog zwischen Wissenschaft und Gesellschaft. Diese Aufgabe übernehmen zu einem grossen Teil die Fachgesellschaften, die durch die Akademie unterstützte Publikationen herausgeben sowie Veranstaltungen für die Öffentlichkeit durchführen.
Schliesslich betreibt oder finanziert die Akademie langfristige Forschungsinfrastrukturen und Institute: das Historische Lexikon der Schweiz (HLS), das Inventar der Fundmünzen der Schweiz (IFS), die Diplomatischen Dokumente der Schweiz (Dodis), Année Politique Suisse (APS), das Fachportal Infoclio.ch sowie die vier Nationalen Wörterbücher (Schweizerisches Idiotikon, Glossaire des patois de la Suisse romande, Vocabolario dei dialetti della Svizzera italiana und Dicziunari Rumantsch Grischun). Metagrid ist ein Projekt der SAGW für die Online-Vernetzung von geisteswissenschaftlichen Ressourcen.
Die SAGW ist Mitglied des Akademienverbunds Akademien der Wissenschaften Schweiz, der eine gemeinsame Mehrjahresplanung erarbeitet und eine Leistungsvereinbarung mit dem Staatssekretariat für Bildung, Forschung und Innovation (SBFI) trifft. Der Akademienverbund nimmt koordinierende Funktion innerhalb der Schweizer Hochschullandschaft wahr und arbeitet situativ mit anderen Forschungsförderungsinstitutionen, etwa dem Schweizerischen Nationalfonds oder Swissuniversities, zusammen.

## Organisation
Die SAGW ist als Verein organisiert. Die 63 Fachgesellschaften, die Mitglieder der Akademie sind, sind sieben thematischen Sektionen zugeteilt. Die wichtigsten Organe der Akademie sind die Delegiertenversammlung, der Vorstand, der Ausschuss und das Generalsekretariat.
Die Delegiertenversammlung ist das oberste Entscheidungsorgan der SAGW. Sie findet einmal pro Jahr anlässlich der Jahresversammlung der SAGW statt. Die Delegiertenversammlung wählt die Mitglieder des Vorstands auf eine Amtsdauer von drei Jahren, nimmt die Jahresrechnung ab und verabschiedet die Statuten.
Der Vorstand tagt viermal jährlich. Er ist zuständig für alle Beschlüsse. Der Vorstand wählt auf eine Amtsdauer von drei Jahren ständige Delegierte der SAGW in relevante nationale und internationale Institutionen. Der Ausschuss bereitet wichtige Geschäfte zur Beschlussfassung im Vorstand vor und erledigt Geschäfte, die ihm vom Vorstand übertragen werden. Ihm gehören das Präsidium, der Quästor sowie drei Vorstandsmitglieder als Vertreter der Sektionen an.
Die SAGW hat seit 2024 ein Co-Präsidium: der Kulturwissenschafter Bernhard Tschofen und die Ägyptologin Susanne Bickel. Das Generalsekretariat wird in Co-Leitung von Lea Haller und Beat Immenhauser geleitet.

## Preise und Auszeichnungen der Akademie
- Prix Média der Akademien der Wissenschaften Schweiz
- Early Career Award der SAGW